# 暇空茜
暇空 茜（ひまそら あかね、1982年 - ）は、日本の男ゲーマー、ゲームクリエイター、YouTuber、ブロガー、作家、政治活動家。株式会社グラニ元取締役。本名は水原 清晃（みずはら きよてる）、配信サイトnoteでの表示名は暇な空白。2024年東京都知事選挙に立候補した際はひまそらあかねを用いた。「無職一般富裕オタク」を自称している。
2022年以降、若年女性支援団体Colabo及びその代表・仁藤夢乃に対し、会計不正の疑惑があるなどとする主張をSNSやYouTubeで繰り返し、Colabo側から名誉毀損などを理由とする複数の民事訴訟を提起されている。これらの訴訟では、東京地裁・高裁ともにColabo側の主張が認められ、水原に損害賠償と記事削除が命じられた。さらに、2025年3月にはColaboに対する名誉毀損罪の容疑で東京地検により在宅起訴された。
水原は訴訟費用や活動資金としてSNSやクラウドファンディングで多額の寄付を集めており、その手法は「誹謗中傷ビジネス」や「差別・デマの収益化」と専門家やメディアから強く批判され、深刻な社会問題とされている。また、水原の支持者はアメリカの陰謀論運動「Qアノン」になぞらえて「暇アノン」とも呼ばれており、陰謀論的傾向や過激な言動が指摘されている。
本稿では、主に本名の「水原」を用いる。

## アバター
水原は1982年に出生した男性であるが、インターネット上では、少女の姿をした「暇空茜」という名のアバターを用いて活動している。アバターの絵は、ピンク色のロングヘアに探偵のような服装で、頭部に紐状の赤いリボンと、丸い宝石の付いたピアス、緑色の市松模様の布リボンをつけた少女である。動画上では、アバターの声として、VOICEROIDの琴葉茜を使用する。アバターのピアスや手に持っている本などのデザインは、水原の愛好する漫画「HUNTER×HUNTER」に登場し、すべてのキャラクターの中で一番好きなキャラクターである「クロロ＝ルシルフル」をモチーフにしたものである。
「暇空茜」と琴葉茜のデザインは、髪色や特徴的な2つのリボンの配置などが酷似しているほか、動画上の声が同じであること、名前の「茜」が同じであることなどから、関連があるのではないかと批判されることがある。制作した絵師と水原の主張によれば、「暇空茜」のデザインは、琴葉茜のデザインを引用・パロディとして取り入れたオリジナルキャラである。なお、水原が「ひまそらあかね」として2024年度東京都知事選挙へ立候補した際、琴葉茜のキャラクターを運営するエーアイは「当社および当社キャラクターは、特定の思想や特定の出来事への賛否、および政治信条等には、一切関知するものではございません」と、利用者に向けてガイドラインを順守するよう声明を出している。
YouTubeの動画は水原の知人である『なる』が制作しており、YouTubeおよび文章販売サイトnoteの売上は水原となるが折半しているという。動画内では『なる』も少女姿のアバターを使用し、二人の少女が会話を進める形式で話が展開される。

## 経歴

### 生い立ち
本人によれば、1982年に大阪府で生まれた。祖父をシベリア抑留で失ったと主張している。
水原の主張によれば、小学生の頃に知能検査で高い数値を出したため、両親が狂喜して教育熱心となり、小学生から猛勉強を強いられ、東大寺学園中学校に入学したが、学業に身が入らず不登校になったという。そうした中、家庭教師や塾を強いる父親と対立し、暴力的な父親の肩を包丁で刺したことで警察沙汰になり、同校を退学することになったと述べている。水原によれば、これ以降、ネットゲームにのめりこんでいき、「ネトゲ廃人」になったという。

### 「ネトゲ廃人」時代
水原は、退学前からパソコンを買い与えられており、特にオンラインゲームの『ウルティマオンライン』へ熱中したという。水原の自伝によれば、上述のように父親を刺傷した直後も、警察官が自宅を訪ねるまでウルティマオンラインで遊んでおり、親を恐怖させたという。その後、退学となった水原はネットゲームにさらに時間を費やすようになり、『ウルティマオンライン ビギナーズガイド』（ローカス、2001年9月28日）他6冊の編集に関わった、と自称している。
また、水原の主張によれば、人気オンラインゲーム『ファイナルファンタジーXI (FF11)』で難関であった「闇の王」を世界で最初に倒したチームの一員であった匿名プレイヤー「Apos」は水原であるという。なお、Aposは2002年にFF11の公式ファンブック『ヴァナ・ディール トリビューン』に掲載されたことがあるほか、声優の加藤英美里によるFF11攻略企画に、声優の今井麻美、サイゲームス取締役の木村唯人らとともに、特別ゲストとして招待された。水原によれば、『ファミ通』の取材も受けたという。
また、水原の主張によれば、Aposこと水原は『ソードアート・オンライン』の主人公「キリト」のモデルに無断で採用されており、キリトの使用する「スイッチ」という戦術は「Apos戦法」を元にしているのだという。

### 大学・社会人時代
このままではニートになると考えた水原は、親に学費をねだり、大学入学資格検定合格後、近畿大学の「下のほうの学部」へ入学したと述べている。大学では哲学の講義にのみ興味を持ったという。
大学卒業後、2007年にセガに入社し、その5年後gloopsに転職。2012年にgloopsにいたメンバーと共に「グラニ」を創業し、『神獄のヴァルハラゲート』の製作に携わったとしている。グラニを解雇された後にgloopsに戻り、ディレクターとして『神話帝国ソウルサークル』を水原が中心となって制作。2018年までには、Cygamesに転職していた。
作家の山本一郎によれば、gloopsおよびグラニ在籍当時の水原はイベント、データテーブル、ゲームシステム周りを設計するプランナー職に就いており、「一点突破の仕組みづくりのプロフェッショナル」だったと評価している。

### 「認知プロファイリング探偵」時代
グラニ社退社時のトラブルから訴訟沙汰となり、多額の金銭を得る（後述）。その後、定職に就かずにインターネットでの発信を中心に活動するようになった。2020年には、自身が考案した「認知プロファイリング」に関する記事を発表。「認知プロファイリング」はIQ上位1%以下の天才のみが使いこなせる特殊技能で、文章から執筆者の書かれざる情報を読み取ることができると主張した。
その後、「認知プロファイリング探偵・暇空茜」を名乗って敵対者に対する「認知プロファイリング」をYouTube等で繰り返すようになり、特に2022年から開始した、仁藤夢乃（Colabo代表）に対する「認知プロファイリング」活動、付随して行われた住民訴訟（後述）などが報道され、注目を集める。その結果、「暇空茜」はインフルエンサーとして認知されるに至り、東京都知事選挙への立候補（後述）や自伝の出版など、多彩な活動を続けている。一方、こうした「認知プロファイリング」によって名誉を毀損されたとする仁藤ら複数名から民事での提訴、刑事での告訴を受け、高額な損害賠償命令が出たこともあり、誹謗中傷を通じてYouTubeなどで収益化を図っている「誹謗中傷ビジネス」ではないかとの批判の声も上がり、賛否両論を招いている（後述）。また「認知プロファイリング」は陰謀論的な面があるとして批判されることもあり、そのため水原の支持者のことをQアノンをもじって「暇アノン」と呼ぶ蔑称も生まれている。水原は自らがこうした批判を受けるのは「相手が陰謀めいた存在であると逆説的に認めている」からなのだと主張しており、暇アノンという蔑称も「彼ら（水原を陰謀論者だと批判する者たち）が貼ったレッテル」であるとしている。
2025年3月26日、東京地方検察庁はColaboに対する名誉棄損罪とNPO法人フローレンスの駒崎弘樹に対する侮辱罪で水原を在宅起訴した。（後述）。

## グラニ社とのトラブル・民事訴訟
2013年1月1日に水原はグラニ社に参画するが、のちにグラニ社長と金銭トラブルが発生した。内容は水原がグラニ社と契約を結んだ当初の報酬条件が履行されていないと水原が主張したこととされる。このためグラニ社長と水原との関係が悪化した。
2013年に水原は、グラニ社長を相手取って1億1294万1261円の収益金配分とそれに対する遅延損害金の支払い求めて民事訴訟を起こした。この裁判は一審で420万円の支払いを認め、残りを棄却する一部認容・一部棄却がなされ、原告・被告ともに控訴。控訴審では開発過程を明らかにするためにチャットログの開示を求める文書提出命令の申し立てが追加され、文書提出命令に関しては2016年に請求が認容されたが、収益金配分請求事件については判決が出ぬまま和解で終結した。また、2015年には、グラニ社の増資により保有株式の持分比率が低下し損害を被ったがこの増資を不正なものとして損害賠償請求を提起。第一審では5億7469万3828円の限度で請求が認容されたものの、控訴審では相手方の主張が一部認められて損害賠償3億9998万5814円及びその遅延損害金までに減額。水原の上告によって最高裁まで争ったものの、2022年に上告が棄却されて判決が確定した。一連の裁判により、水原自身は6億円を得たと語っている。
この裁判の結果について、水原は「これだけ高額な損害賠償請求を起こすには莫大な弁護士費用がかかります。僕は勝訴するまでは、約2000万円の借金を抱えているピンチにありましたが、途中、相手方が提案してきた3億円の和解案も蹴ったうえで、勝利を収めたのです。弁護士は『100人中100人が和解します』と青ざめていましたが、僕は納得できない理由で妥協ができない性格です。この姿勢はColabo問題でも貫いています」と新潮社のインタビューで述べた。

## 一般社団法人Colaboとの対立・民事訴訟

### Colaboとの対立
百田尚樹のYouTube番組に出演した際の水原の発言によれば、水原はフェミニズムへの対抗姿勢が強く、あるフェミニスト男性への「認知プロファイリング」を行った際にネット上で大きな注目を集めた。再び注目を集めるため次のターゲットを探していたところ、友人の「なる」に「フェミニストなら仁藤夢乃が有名だ」と提示され、仁藤について調べるようになった。若年被害女性支援団体である一般社団法人「Colabo」代表の仁藤夢乃はその時期、温泉むすめの一部の設定に対し「性差別で性搾取」などと批判して炎上しており、水原はその炎上に乗ってColaboへの「認知プロファイリング」と称した自身の推測を発表するようになった。水原自身は、百田との対談では、温泉むすめの問題自体が主ではなく、Colaboの問題を仁藤の痛い腹を探ったものとしている。
水原は「調査結果」や「認知プロファイリング」の結果をnote、YouTube、X（旧Twitter）などに随時投稿・公開しながら、Colaboに事業を委託していた東京都への多数の情報開示請求や住民監査請求、裁判所への住民訴訟を行っている（後述）。また、暇空は自身に資金力があり、また訴訟を起こせばさらにカンパが自身に集まると自ら語っていて、Colaboを支持する者にも訴訟を起こす等、これらの行為についてはスラップ訴訟との批判も強い。
Colaboに類する団体である若草プロジェクト、BONDプロジェクト、ぱっぷすへも「認知プロファイリング」を行っており、それらを総称して（Wakakusa、BOND、Pappusu、Colaboから）「WBPC」と呼んでいる。また、赤い羽根共同募金に対しても疑惑があると主張している。水原の主張によって赤い羽根共同募金を批判する報道が行われ、その影響で赤い羽根共同募金とJR貨物のコラボラッピング機関車は、2023年2月28日まで行われる予定だったところ、JR貨物側が拒絶する形で開始から二日目の1月13日に中止となった。2024年にも赤い羽根とJR貨物のコラボは行われなかった。水原支持者である政治活動家の沓澤亮治はコラボ機関車中止を受けて、「たぶん有志による問い合わせがJRに何件もあったんじゃないでしょか　JRがパヨ（左翼）の巣窟だったのも今は昔」「全国に広まれ赤羽排除の動き　赤い羽根の中のパヨどもの心が折れるまで」とコメントした。
水原は「公金チューチュー」といった表現も用いており、「Colaboばかりでなく、NPOや一般社団法人に対しての公金の出し方が無法状態になっている」と述べている。また、「ナニカグループ」という言葉を使ってそれらの団体や関係人物が持つとする利権や思想に関する主張をしている。小川たまかがX（旧Twitter）上でナニカグループの定義や意味について質問した際は、「個人からの質問に回答する義務は無い」と回答を拒絶したが、一方でX（旧Twitter）やYouTubeにおいて「ナニカグループは、名前をつけないと退治できないからとりあえず呼称したもの。アメーバのような集合体である。黒幕とかはいない。誰がトップとかもない。利権、コネ、思想などで、ゆるく繋がっている。（ゆるい繋がりなので）統率は取れてない。完全に１つの思想で動いてるわけでもない。指揮系統もなく、都合の良い時に集まってきて責任を取らない連帯で繋がるグループである」「北朝鮮（正義連）、共産党、立憲民主党、社民党、れいわ新選組、矯風会（在日キリスト）、抱樸（奥田知志、SEALDSとか）、日本赤軍がバックにいる。厚生労働省（村木厚子）もついてる。日本財団、警察官僚、東京新聞、朝日新聞、毎日新聞あたりにも根を張ってる」「ナニカグループは対人社会的抹殺能力を群体として有しており、個人で太刀打ちはできない。逆らうと、総出で社会的に殺される。草津冤罪事件もそんな感じだった。連携して文化を燃やしにくる。ナニカグループと戦わないと、文化は全て焼き尽くされる」と説明している。
また水原は2023年1月10日のYouTubeの番組『ニュースあさ8!』に百田尚樹と有本香と共に出演し、Colabo・表現の自由・困難な問題を抱える女性への支援に関する法律に関連する話題について対談した。そのなかでColaboを機動戦士ガンダムシリーズのネオジオン軍に例えて、ジオン軍よりネオジオン軍の方が狡猾であったことを理由にColaboを侮ってはならないなどと主張し、HUNTER×HUNTERの内容を引用した発言を行った。
Colabo側はこれらに対して「荒唐無稽なデマ」であると反論しており、2023年1月18日に行われたバスカフェ妨害行為について「（Colaboの会計に不正があるとするなどの）インターネット上にまん延する荒唐無稽なデマや過激な誹謗中傷に扇動された」ものであると非難し、「デマや誹謗中傷を信じた人々は誹謗中傷に加勢するだけではなく、シェルターを晒すとか、Colaboのバスを切り付けるといった物理的暴力も始めた」として水原とその賛同者を批判している。水原は2022年12月14日の時点で「僕は正式に権利として認められた知る権利や手続きを使って戦います。バスカフェやコラボ事務所へのリアルでの突撃、秘匿されてる10代女子シェルターの情報暴露、このような行為を一切否定します。僕の賛同者はこのようなことをしないでください」「そのような迷惑行為を確認した時点でブロックします」としていたものの、山本一郎がColaboシェルター近隣の写真を無断公開したことを非難する一方で、水原自身もColaboのバスの駐車場を位置情報付きでX（旧twitter）上に投稿しており、Colaboの弁護士である神原元は、その投稿がColaboバスへの切りつけ事件につながったとして水原を非難している。水原はあくまでも「俺はなるくんと弁護団としか組んでない」「俺の味方（仲間）はなるくんと弁護団だけ」であるとして、Colaboに行われた不法な攻撃に関して自身の関与・責任は存在しない旨を主張しており、「Colaboが受けた妨害行為等は、暇空茜が扇動した」という言説を広めた者に名誉毀損訴訟を起こし、「水原の一連の投稿は迷惑行為の実行を煽るような内容のものではない」と認定されたものの、神原を訴えた裁判においては水原の活動・投稿についてColabo関係者らが「デマ」「ハラスメント」と評したことは事実に基づいた意見論評であり、Colaboらの活動を妨害し停止させることを目的として発信されたものであると認定されている（詳細は後述）。
2025年4月現在、Colabo側の発表によれば、Colabo及び関係者と水原との間で争われた裁判は15件あり、そのすべてでColabo側が勝訴しているという。

### Colaboに関連する民事訴訟一覧
| 判決日         | 原告 （代理人弁護士）                                                              | 被告 （代理人弁護士）                   | 概要 | 結果                                                                                          |
| -------------- | ---------------------------------------------------------------------------------- | --------------------------------------- | --- | --------------------------------------------------------------------------------------------- |
| 2023年8月24日  | 水原清晃 （垣鍔晶）                                                                | 若森資朗、辛淑玉 （神原元）             | 水原がColabo代表の仁藤夢乃の顔写真をYouTubeで使用したところ、のりこえねっとが著作権侵害で削除依頼。これに対して水原は「のりこえねっとが著作権者というのは虚偽である」と主張し、のりこえねっとの代表者へ慰謝料など165万円の賠償を求めた。 | 水原敗訴。 水原の請求をいずれも棄却。                                                         |
| 2024年2月5日   | 水原清晃 （小沢一仁）                                                              | 伊藤和子 （山下幸夫）                   | 伊藤が訴外弁護士のツイッターでの投稿を論評する際に、Colaboに対する妨害で女性差別的との水原に対する評価を援用したことに対して、水原は自身に対する名誉毀損であるとして165万円の賠償を求めた。 | 水原敗訴。 水原の請求をいずれも棄却。控訴。                                                   |
| 2024年6月20日  | 水原清晃 （小沢一仁）                                                              | 伊藤和子 （山下幸夫）                   | 上記の控訴審。 | 水原敗訴。 水原の請求をいずれも棄却。                                                         |
| 2024年7月18日  | 仁藤夢乃、一般社団法人Colabo （神原元、角田由紀子、端野真、堀新、太田啓子、他4名） | 水原清晃 （垣鍔晃、渥美陽子、松永成高） | 水原がColabo代表である仁藤のことを、保護女性を「タコ部屋」 に住まわせ生活保護費を不正に徴収していると発言した。これに対してColabo及び仁藤が事実無根として550万円の賠償を求めた。 | 水原敗訴。 水原に計220万円の支払い命令。控訴。                                                |
| 2024年8月1日   | のりこえねっと カメラマンの男性 （神原元）                                         | 水原清晃 （垣鍔晶）                     | 水原はYouTube上に投稿した動画において仁藤夢乃を被写体とした写真を複数回使用した。これに対してのりこえねっとらは、その写真は自団体の職員のカメラマンが撮影した自団体が著作権を持つ写真であり、水原の行為は著作権侵害であるとして賠償金411万9500円と使用差し止めを求めた。                                                                                     | 水原敗訴。 水原に計110万円の支払い命令と、写真の使用禁止命令。控訴。                          |
| 2024年9月18日  | 水原清晃 （小沢一仁）                                                              | 太田啓子 （神原元）                     | 太田はツイッターで水原の支持者についての記事を紹介する際に「暇アノン」というハッシュタグを用い、別利用者による水原の殺害を連想させる趣旨の投稿をリツイートした。これに対して水原は名誉感情と平穏生活権を侵害されたとして660万円の賠償を求めた。 | 水原敗訴。 水原の請求をいずれも棄却。控訴。                                                   |
| 2024年9月26日  | 水原清晃 （渥美陽子、松永成高）                                                    | 神原元 （河西拓哉）                     | 神原は水原のColabo批判について報道陣を招いての記者会見を行い、水原の行いは「リーガルハラスメント」であると発言した。これに対して水原はその発言や記者会見によって水原を批判する報道が流れたことで精神的苦痛を受けたとして、660万円の賠償を求めた。 | 水原敗訴。 水原の請求をいずれも棄却。控訴。                                                   |
| 2024年11月18日 | 伊藤和子 （山下幸夫）                                                              | 水原清晃                                | 水原はツイッターでNPO団体らに関して「ナニカグループ」「公金チューチュー」と投稿し、YouTubeで伊藤の写真が掲載された動画を投稿した。これに対して伊藤は自身に対する名誉毀損であるとして550万円の賠償を求め、投稿動画に伊藤の写真が無断使用されているとして肖像権の侵害で3日以内の削除を求めた。                                                                 | 水原一部勝訴、一部敗訴。 名誉棄損は棄却、肖像権の侵害は水原に11万円の支払いと投稿の削除命令。 |
| 2024年12月26日 | 水原清晃 （小沢一仁）                                                              | 望月衣塑子 （喜田村洋一）               | 望月はラジオ番組で水原のColaboに関する情報発信が事実無根であり誹謗中傷であると発言した。これに対して水原は自身に対する名誉毀損であるとして220万円の賠償を求めた。 | 水原敗訴。 水原の請求を棄却。控訴。                                                           |
| 2025年1月30日  | のりこえねっと カメラマンの男性 （神原元）                                         | 水原清晃                                | 2024年8月1日に下された第1審判決の控訴審。 | 水原敗訴。 水原に計110万円の支払い命令と、写真の使用禁止命令。                                |
| 2025年2月21日  | 水原清晃                                                                           | 勝部元気 （神原元）                     | 勝部は「ミソジニーオブ・ザ・イヤー2023」という投票企画で水原が1位に選ばれた際に、水原を「Colaboをはじめとする若年女性支援団体に対して攻撃的言動を繰り返している中心人物」と紹介した企画ページをツイッターでシェアし、同企画への嫌がらせ投票を行う人物を「暇アノン」と呼んだ。これらに対して水原は自身に対する名誉毀損であるとして合計550万円の賠償を求めた。 | 水原敗訴。 水原の請求をいずれも棄却。                                                         |
| 2025年3月13日  | 水原清晃 （小沢一仁）                                                              | 太田啓子 （神原元）                     | 2024年9月18日に下された第1審判決の控訴審。 | 水原敗訴。 水原の請求をいずれも棄却。                                                         |
| 2025年3月25日  | 水原清晃                                                                           | 神原元 （河西拓哉）                     | 2024年9月26日に下された第1審判決の控訴審。 | 水原敗訴。 水原の請求をいずれも棄却。                                                         |
| 2025年4月17日  | 仁藤夢乃、一般社団法人Colabo                                                       | 水原清晃                                | 2024年7月18日に下された第1審判決の控訴審。 | 水原敗訴。 水原に計220万円の支払い命令。                                                      |
| 2025年6月18日  | 水原清晃 （小沢一仁）                                                              | 望月衣塑子 （喜田村洋一）               | 2024年12月26日に下された第1審判決の控訴審。 | 水原敗訴。 水原の請求を棄却。                                                                 |

#### Colaboによる水原への提訴（敗訴）
水原によるColaboに関する上記の投稿に対して、Colabo側は2022年11月に、水原による「生活保護不正受給」などの主張は事実無根であり「団体と代表理事の仁藤夢乃に対する誹謗中傷が過激化している」として、水原に対して1100万円の損害賠償と記事削除を求めて東京地裁に提訴した。
Colabo側弁護団の神原元は、衆議院第二議員会館で行われた会見で、後述の住民監査請求に関して「デマを積み上げて信用を傷つけるサイバーハラスメントで、本質は『女性の権利のために立ち上がった人が気に入らない』という女性差別だ」、「リーガルハラスメントという言葉があり、合法的な嫌がらせだ。行政の透明性を高めたいなどの目的でやっているのかということだ。制度の濫用だ」などと水原を批判した。ネット上では「弁護士が住民監査請求という市民の権利行使に対して使う言葉ではない」との反論があった。また、この会見によって「リーガルハラスメント」がX（旧Twitter）のトレンドに入り、水原のX（旧Twitter）のフォロワー数がその後1ヶ月で10万人以上増えるなど、この問題への注目度はさらに高まった。水原は、「この会見での弁護士の言動は敵失だった」としている。
このColabo側の訴訟に対して、水原は争う構えを見せている。また、各種訴訟を行う・受けるための費用としてカンパを募っており、開始から24時間で2200万円、2023年7月31日時点で1億1104万7149円の支援が集まった。自身へも殺害予告等が送られてきているとして、被害届を出すと述べた。
2024年7月18日、東京地裁はColabo側の訴えを一部認め、水原に対してColaboに165万円、同団体代表の仁藤夢乃に55万円の計220万円の損害賠償金を支払うこと、名誉毀損をした各投稿を削除することを命じた。一方で、Colabo側がSNSで反論することで被害の回復が一定程度は可能な事、また実際に多数のメディアから取材を受けコメントを発信していること等を考慮すれば、水原に謝罪文の掲載を命ずることは認められないとした。判決文では水原が主張した「10代女性3人を手狭な部屋に共同で居住させている」「一人につき毎月6万5千円徴収している」「生活保護を受給させている」といういずれの主張も真実性と真実相当性があるとは言えないと認定した。またColabo側が社会的評価の低下を受忍すべきであるとはいえないと認定した。また水原が何らの合理的根拠もなくColaboを「生活保護ビジネス」と批判し、自らの利益のために自らの主張をインターネット上に掲載し、Colaboが公開した情報を断片的に盛り込むことで閲覧者に自身の主張を真実と信じさせかねない構成になっており、Colaboとその組織運営者の仁藤の社会的評価の低下は相当なものであると認定した。また水原が公開した情報を見た閲覧者によるColabo活動への妨害があった事、水原が自らの利益のために本件訴訟を利用していると公言していること、Colaboが経済的打撃を受けていることをあげ、仁藤が相当程度の精神的苦痛を被ったことが推認されると認定した。水原は上記判決を受け、同日、仁藤へ元金55万円および遅延損害金2万8952円（合計57万8952円）、法人Colaboへ元金165万円および遅延損害金8万6856円（合計173万6856円)の支払いを行った。
判決を受けて、Colabo側弁護士の神原元は「（水原の主張がデマだということが認定されて）非常に満足しています」とコメントし、水原が自身が好む漫画やアニメなどのコンテンツを批判する仁藤に対して強い敵意を抱いておりそれを動機として原告らを批判していると自認していること、水原がColaboの活動内容報告書等をあえて曲解している可能性を否定できないこと、水原が問題となった記事を投稿する以前に原告らに直接の事実確認などを一切行っていないこと、水原が真実相当性を立証するための本人尋問に合理的な理由なく出廷しなかったことなどを認定して水原側の主張を斥けた東京地裁の判決を評価した。仁藤は「当然の結果」だとして安堵の意を表明したが、一方で「（賠償額が）Colaboが受け続けてきた被害とは釣り合わない」との不満も述べた。対して水原はX上で、上記内容の報道について「俺には取材きてない。両論併記の概念はないらしい」とした上で、本件について「山本一郎やコロアキ（彼らが行ったColabo活動への妨害）も俺のせいってか？ふざけてる。山本一郎とコロアキを訴えるべきで、なんで野放しなんだよ。山本一郎なんて俺がしつこくしつこく批判してヤバイ写真を消させたのに、俺のせいになんの？偽旗やりたい放題じゃん」「不服なので控訴する」と述べた。
2025年4月17日、東京高等裁判所は水原の控訴を棄却し、第1審の原判決を支持した。これを受けて仁藤は、損害賠償金220万円は被害に見合わず安過ぎるとし、水原がカンパを受けながら訴訟を行っている事について「加害すればするほど儲かる」「加害者が利益を得られないような対策をしなければ加害はなくならない」と論評したうえで、水原が起訴されていることについては「有罪判決が出ても罰金刑や執行猶予では止まらないことが予想される。実刑判決が下されることを望んでいます」と語った。
なお水原は、Xでの2025年4月1日の投稿において「カンパが2億円を超えました」と報告しており、朝日新聞の取材に対しても「（投稿に記載された金額は）事実です」と回答している。

#### 水原によるのりこえねっとに対する提訴（敗訴）
2022年12月、水原がYouTubeに投稿した仁藤夢乃を批判する2件の動画がDMCAに基づく申し立てにより削除された。申立人であるのりこえねっとが運営する「のりこえねっとTube」は、水原の動画中で使用された仁藤の顔写真の著作権者であると主張した。水原は即座にYouTube運営に対して異議申し立てを行い、YouTube運営はのりこえねっとに対して水原が行った「著作権侵害」への法的措置を取った証拠を提出するよう求めたが、法的措置が取られなかったため、水原の異議申し立てが認められ、動画は復活した。
水原はこの件について「不当な著作権侵害申し立て」であると主張し、のりこえねっとに対して不法行為に基づく165万円の損害賠償を求めて提訴した（代理人：垣鍔晶） 。この提訴について水原は「俺は不当な攻撃されると燃えるんだよ　思い知らせてやる」と述べた。
仁藤によれば、同訴訟での当事者尋問について水原は「身の危険があるため衝立がなければ出ない」として拒絶した。この対応について仁藤は「彼らの嫌がらせでデマ、殺害予告レイプ予告、自宅近くに変な男が来るとか被害受けてるのは私たちなのに。私達は正々堂々闘うつもり。彼らはネットではイキってるけど、ネットではイキったこと言うけど現実の法廷での裁判ではすごく逃げてる感じ。そういう人達を応援してる人達も早く、おかしいと気づいてほしい」と述べた。一方で、この仁藤の主張について水原は「裁判長が衝立かビデオでやるとか？って提案したら、神原弁護士が衝立もビデオも認めない！って吠えただけなのに、それを俺が衝立求めたとか嘘を広めた」と主張している。
2023年8月24日、中島基至裁判長は水原の訴えを棄却し、訴訟費用を水原の負担とした。のりこえねっとが権利を主張した写真は、新聞記事に仁藤の写真を載せるためにのりこえねっとがカメラマンに撮影を依頼して作成したものであり、のりこえねっとが権利を持っていると認定され、判決文には「したがって、原告の主張は理由がない」「原告の主張は採用することができない」と記された。判決言い渡し日には、水原も代理人の垣鍔も出廷しなかった。
判決について水原は、「過去にこういうことがありましたという証言だけで物証もなく、そのときに著作権が譲渡されていたと認めるのはいかがなものかと思う」と疑いを再提起したが、DMCAでの攻撃をこれ以上させないという目的は達成したため控訴せず、のりこえねっとから訴訟が提起されたためそちらの防御訴訟で改めて戦うとした。
のりこえねっとの代理人の神原元は判決後の記者会見で「弁護士を20年やっている中で体験したことのない裁判だった。原告は訴状1本出して、それ以上の反論がなかった」「著作権があるという証拠を見たら、参りましたと。常識ではちょっと考えられない裁判」「裁判そのものが遊びになっている。こちらを嘲笑する道具になっちゃってる」と述べた。また、動画の削除からわずか4日で水原が提訴したことについて、「普通の弁護士だったら（依頼者が言う通りなのかどうか）調べますよね。4日ということは何も調査せずに裁判を起こした」「こんなことで社会に迷惑をかけることが許されるのか」と、垣鍔晶を批判した。週刊金曜日は垣鍔への電話インタビューを試みたが、保留の後に一方的に電話を切られたという。のりこえねっと所属の辛淑玉は「確かなのは、Colabo叩きの一環としてのりこえねっとを使ったということ」「のりこえねっとにとっては、申し訳ないけれど軽い裁判でした。でもそれにつきあわなければならないしんどさがある」と述べた。

#### のりこえねっとによる水原に対する提訴（敗訴）
一方、のりこえねっとは水原に対して著作権法違反で411万9500円の損害賠償の支払いを求めて提訴した。2024年8月1日、東京地裁はのりこえねっとの訴えを認め、著作権侵害及び著作者人格権侵害を認定した。水原に対してのりこえねっとに77万円、カメラマンに33万円の損害賠償金を支払うよう命じ、のりこえねっとが著作権を持つ画像の写真使用や公衆送信を禁じた。
2025年1月30日、東京高等裁判所は水原の控訴を棄却し、第1審の原判決を支持した。
2025年3月までに水原からのりこえネットに損害賠償金が支払われ、水原が上告理由書を期限内に出さなかったことで上告却下され最終的に判決が確定した。

#### 水原によるColaboに関係する弁護士への提訴
2023年1月、Colaboが水原を訴える一連の流れの中で名誉を傷つけられたとして、水原はColabo側の弁護士である神原元、太田啓子、伊藤和子を提訴したと公表した。
水原による伊藤への提訴（敗訴）
水原は、自身の活動について弁護士の伊藤和子がColaboの事業に対する妨害活動だとツイッターに投稿したことは水原への名誉毀損であるとして、伊藤に165万円の支払いを求めて提訴した。2024年2月5日、東京地方裁判所は、伊藤の当該投稿は、訴外弁護士に対する批判を行うために、対立していた水原の言動に対する評価を援用したに過ぎないため、不法行為を構成するだけの水原の社会的評価の低下がないと判示した。さらに、東京地方裁判所は、「念のため」と示しつつ、仮に社会的評価の低下があったとしても、水原がツイッターに労働・知能の面において生物学的に女性が男性に劣ることを旨とする書き込みを行いながらColabo代表の仁藤夢乃を「自称フェミニスト」と否定的に論評したこと、また具体的な根拠を挙げることなく「公金チューチュースキーム」と書き込んだ水原が前述の公金不正受給を理由とする住民監査請求を行っていたことから、伊藤が水原の活動についてColaboに対する妨害活動だと信じるに相当な理由があったと認定し、伊藤の故意又は過失は認められないとした。一方で、社会的評価の低下がない名誉感情侵害についても、伊藤の投稿が訴外弁護士に対する論評であり、水原による「妨害」・「差別」・「脅迫」の具体的内容を示していないことや前述の水原の言動を理由に、社会通念上許容される限度を超えた侮辱行為はなく、人格的利益を侵害する不法行為とは認められないとして、水原の訴えを棄却した。伊藤は、この判示によって水原の活動が女性支援団体への妨害活動であると信じたことに相当な理由があったという真実相当性が認定されたことが重要であると指摘した。
水原は、控訴することを明らかにし、伊藤も控訴審に向けた支援を呼びかけた。
2024年6月20日、東京高等裁判所は水原の控訴を棄却し、第1審の原判決を支持した。その後、水原が最高裁判所に上告しなかったため水原の敗訴が確定した。
伊藤による水原への提訴（一部勝訴、一部敗訴）
伊藤は、水原による自身に対する「ナニカグループ」あるいは「公金チューチュースキーム」といった表現を名誉毀損として訴え、加えて水原による自身の写真の無断使用についての肖像権侵害を理由とする別訴を提起し、東京地方裁判所における上記判決の際には、情報提供者への感謝を示した。水原は、2024年1月27日に伊藤のこの反訴が「却下された」うえで、本件について「別訴で訴えられました」と報告し、伊藤の請求について、金550万円の支払いとツイート及び動画の削除、「暇な空白」のnoteに謝罪文の掲載を求めるものであったことを明かした。
2024年11月18日、東京地裁は、水原が行った「ナニカグループ」「公金チューチュー」という表現は複数のNPO法人に対するものであり伊藤を指した発言ではないとして、水原による伊藤に対する名誉毀損を認定しなかった。一方で、水原が投稿した動画において伊藤の写真を無断使用したことについては肖像権侵害を認め、水原に対して投稿したツイートと動画の写真部分を3日以内に削除することや伊藤に11万円を支払うことを命じる判決を下した。その後、双方とも控訴せず同年12月に判決が確定した。
水原による太田への提訴（敗訴）
水原は、太田がツイッターでColaboを攻撃する暇空の支持者たちをQアノンに準えて「暇アノン」と称したことで自身の名誉感情が侵害され、太田が別利用者の「本当にColaboの背後に闇の組織がいるなら、水原をぶっ◯した方が早いがそうなっていない」といった趣旨の投稿をリツイートしたことで平穏生活権が侵害されたとして太田を訴えた。2024年9月18日、東京地裁は太田の「#暇アノン」という投稿について、批判的・否定的な意味合いが含まれている点や陰謀論者であるなどの漠然的な印象を与える可能性は否定できないとしながらも、水原の「ナニカ」に関する一連の見解を鑑みると、それが陰謀論に属するという見方が批判的な言論として許容されうる範囲を逸脱するまでとは言えなく、水原の言論の性質上、水原は自身の見解の合理性や論拠の正当性などに関する批判や反論を受けることも相当の程度において受忍すべきであるとして、水原の名誉感情の侵害の訴えを棄却した。また太田がリツイートした水原の殺害を連想させるツイートについては、別利用者がColaboによる記者会見の同日に宮台真司襲撃事件が起こったことを「世間のColaboの記者会見に対する注目を逸らすために起こった事件である」と論評した事に対する、さらに別の利用者が行った反論であり、水原の口を塞ぐために水原を殺害する意思を示したり殺害を扇動する投稿ではないと認定し、水原の平穏生活権の侵害の訴えを棄却した。
2025年3月13日、東京高等裁判所は水原の控訴を棄却し、第1審の原判決を支持した。
水原による神原への提訴（敗訴）
水原は、神原が上記のColaboの記者会見で水原に対し、「サイバーハラスメント」「毎日大量のデマを垂れ流し」などといった社会的評価を低下させる、または侮辱する発言をし、かつ、その会見や会見内容の文字起こしをオンライン上で公開するといった不法行為を行ったとして、計660万円余りの損害賠償金と遅延賠償金の支払いを求めて神原を訴えた。
2024年9月26日、東京地裁は水原の訴えを棄却した。判決では、水原が2022年9月から11月頃にかけて、Colaboらの社会的評価を低下させる、真実に反する情報を繰り返し発信していたという事実が認定された。裁判において、水原が大量のデマを流しているという神原の発言が事実であるか、水原が発信した12件の情報の真実性が具体的に検討された。結果、11件の情報が事実に反すると認定され、神原の摘示事実は真実であると認められた。また、水原が「すいませんでした二度と作品は燃やしませんって詫び入れたら俺はそこで手を止めますよ」と投稿していた事実から、水原がそれらの情報発信によって仁藤を含むColabo関係者に対し、意図的に相当程度の精神的苦痛を与えたことも真実と認定した。これにより、争点となっていた神原の発言、「非常に深刻な」ハラスメントであるという部分、「荒唐無稽な」デマであるという部分、それらを「毎日大量」に発信していると評した部分に関しては、それぞれが真実に基づいた意見論評であり、水原への不当な人身攻撃とは言えないと判断した。また、水原の情報発信の動機にはミソジニーがあるなどと指摘した部分については、水原のいくつかの投稿が、女性に対する差別意識や嫌悪感に基づきColaboらの活動を妨害し停止させることを目的としたものであるとの印象を一般読者に与えるものであったとし、水原の表現活動を女性差別的でミソジニーであると信ずるにたる相当な理由があったと認定した。監査請求等の動機に関する発言については、水原が「作品を燃やすやつの痛い腹を探るのが趣味なだけだっつーの／共産党が税金吸ってようが興味ねーの。日本中にあるだろそんなのは。作品を燃やすやつだからやってるだけだよ」と投稿していたことから、仁藤を含むColabo関係者に意図的に相当程度の精神的苦痛を与えることを目的になされたことは真実であると認定した。侮辱による名誉感情侵害については、神原の水原への各発言は社会通念上許される限度を超える侮辱とはいえず、また水原もColaboらへの好戦的で過激な発信をしていることから相応の批判は甘受すべきとして、侵害の不法行為は成立しないとした。
判決について、神原は「（水原によるデマの情報発信は）女性差別、女性蔑視に基づくもの」だというのがきわめて本質的な事実であるとし、これが裁判によって認定されたことの重要性を強調した。一方で水原はこの判決を不服とし、控訴する意向を示している。
2025年3月25日、東京高裁は水原の控訴を棄却し、第1審の原判決を支持した。

#### 水原による望月衣塑子への提訴（敗訴）
水原は、ジャーナリストの望月衣塑子がラジオ番組『大竹まこと ゴールデンラジオ!』において、水原のネット上でのColaboに関する情報発信が事実無根であると発言したことに対して、自身に対する名誉毀損であるとして220万円の損害賠償を求めた。2024年12月26日、東京地裁は、望月が「暇空が発信したColaboが10代の少女を狭い部屋に住まわせて生活保護を受給させて毎月6万5千円を徴収しているという情報は事実無根である」との主旨で発言したことは真実性の抗弁が認められるとしたうえで、望月が「水原が数か月間でColaboと仁藤に対する誹謗中傷を、ツイッターで900回、 ブログで27回、 YouTubeで30回配信し、YouTube動画は120万回再生された」と主張したことは真実相当性が認められるとして、望月の発言は名誉毀損の不法行為を構成しないとして、水原の訴えを棄却した。判決を受けて水原は控訴したが、2025年6月18日、高裁は原審を支持する判決を下し水原の訴えを棄却した。判決を受け、水原は上告を断念する意向を示している。

#### 水原による勝部元気への提訴（第1審敗訴）
ジェンダー平等団体「#Men With Women」がウェブ上で「ジェンダー平等社会にふさわしくない男性著名人や政治家等の言動に関する世論調査2023（通称：ミソジニー・オブ・ザ・イヤー2023）」という投票企画を行い、その結果として水原が1位に選ばれた。この団体の賛同人の一人である文筆家・社会事業家の勝部元気は、水原を「Colaboをはじめとする若年女性支援団体に対して攻撃的言動を繰り返している中心人物」と紹介している同企画のページをツイッターでシェアしたうえで、「暇アノン」による嫌がらせ投票が続いていると投稿した。これらの投稿に対して水原は自身に対する名誉毀損であるとして、SNSのシェアに対して440万円、「暇アノン」呼称に対して110万円の合計550万円の賠償を求めた。2025年2月21日、東京地方裁判所は水原の訴えをいずれも棄却した。

## 東京都の女性支援事業に対する住民監査請求と住民訴訟

### Colaboに関する東京都若年被害女性支援事業

#### 住民監査請求
水原はColaboと東京都との間で交わされた若年被害女性等支援事業に関する委託契約をめぐる会計に不審な点があるとして2022年9月と11月に東京都監査委員に住民監査請求を行った。9月分は棄却。11月分は2023年1月4日に結果が公表され、ほとんどの請求事項は「妥当でない」と退けられたが、領収書がない経費が計上され、領収書があっても疑義があるケースが確認されるなどとして、「精算には不当な点が認められ、その限りでは本件請求には理由がある」と認定。東京都福祉保健局に2月28日までの再調査を勧告した。東京都の住民監査請求で勧告が出たのは2016年8月以来、約6年ぶりであった。
2023年3月3日に再調査結果が公表され、複数の事業を担当している税理士などの報酬を案分せず計上した経費など約192万円を経費と認めなかったが、これら以外の事業費2713万円は経費として認定された。Colaboが委託費の上限2600万円を上回る経費をかけて事業を行ったことが確認されたため、都に返還される委託費はゼロという結果になった。

#### 住民訴訟
水原は2023年1月公表の監査結果について「監査の段階でColaboが新たに出してきた帳簿をもとに、僕の主張の大半を退けている」「その新たな帳簿は、これまでcolaboが公開していた会計書類と矛盾する。現時点で信頼性は皆無」「まったく納得していません」として、住民訴訟を提起した。3月13日、住民訴訟の初回口頭弁論が行われた。この口頭弁論では、水原側代理人を務める弁護士の渥美陽子によって、水原による声明文が読み上げられた。

### BONDプロジェクト、若草プロジェクト、ぱっぷすに関する東京都若年被害女性支援事業

#### 住民監査請求
水原はColaboに続いてBONDプロジェクト、若草プロジェクト、ぱっぷすの3団体と東京都との契約に対しても「様々な点において不当がある」などと主張し、2023年2月から3月にかけてに8件の住民監査請求を行った。東京都監査委員は同年4月から5月にかけて、「主張には理由がない」としてColaboと同様に8件の住民監査請求を棄却した。

#### BONDプロジェクトに関する住民訴訟（第1審敗訴）
住民監査請求の棄却を受け、水原は2023年5月にこれら3団体との契約に対しても住民訴訟を行った。
2025年6月25日、東京地裁は、水原が東京都知事の小池百合子に対して、東京都がBONDプロジェクトに交付した149万3000円の交付金は、本来の令和3年度東京都配偶者暴力被害者等セーフティネット強化支援交付金には該当しないとして、東京都にBONDプロジェクトへの同額の損害賠償（返還）請求をするよう求めていた訴訟で、水原の訴えを斥けた。東京地裁は、東京都がBONDプロジェクトへ交付した交付金は該当事業に合致する正当なものであり違法な交付ではないと認定した。

#### 公文書不開示取消請求・国家賠償請求訴訟（第2審一部勝訴・一部敗訴）
2023年5月22日に「令和5年度東京都若年被害女性等支援事業補助金」の申し込み期限日になり、翌日の5月23日に、水原は3団体が申請しているのか知るために支援事業の公文書について開示請求を行った。
6月19日に補助対象となる団体がインターネット上で発表され3団体が申請しており認められたことが公表されるも、開示請求への返答は遅く、水原は7月3日に二度目の同内容の開示請求を行った。7月24日、東京都は一度目の開示請求に対し回答し、「開示請求日時点では確定していなかった事項で、当時未確定だった事項を公開すると都民の間に混乱を生じさせるおそれがある」として、これを不開示とした。一方、東京都は9月1日に、二度目の開示請求に対しては既に公表済みの情報であるため開示に応えた。
一度目の情報開示請求の却下を受け、水原は「不開示決定日は対象団体確定後であり、この不開示理由は舐めた言い訳を通り越して違法である」として、2023年9月に不開示取り消しを求めて国家賠償請求訴訟を提起した。2024年3月に判決が下り、「開示・不開示を判断する基準日は東京都が勝手に決めて良いものではなく、開示請求日を基準にして不開示決定をしたことも誤りである。東京都の主張はいずれも採用できず、不開示は違法である」として不開示を取り消し、水原が勝訴した。水原は損害賠償として33万円を求めていたが、うち1万1千円の支払いが命じられた。
2024年9月11日、東京高等裁判所は、東京都が本件対象文書の全部を不開示としたことに対して水原が取り消し請求を行ったことに対しては理由があるとしたが、東京都の不開示処分は国家賠償法1条1項にいう違法とまでは認められなく、第1審での水原の東京都への国家賠償請求には理由がないとして、東京都に対して水原への1万1千円の支払いを命じた第1審判決の主文第2項を取り消した。

## 水原に対する刑事事件

### ColaboとNPO法人フローレンス会長に関する刑事事件
2023年11月、Colaboは水原によるSNS上での「Colaboは10代の女の子をタコ部屋に住まわせて生活保護を受給させ、毎月一人6万5千円ずつ徴収している」との書き込みが、団体の名誉を毀損したとして水原を刑事告訴した。2024年2月16日、警視庁新宿警察署は、水原が2022年9月に上記内容をnote記事に記載したことが名誉毀損に当たるとして水原を書類送検した。この際、警察は起訴判断を検察に委ねる「相当処分」の処分意見を付記して送検した。水原は容疑について「ホームページを見て論評を書いただけ」と主張している。
2025年3月26日、水原はColaboに対する名誉毀損罪およびNPO法人フローレンス会長・駒崎弘樹に対する侮辱罪で東京地検に在宅起訴された。起訴の対象となった水原の書き込みは、Colaboに関しては上記内容、駒崎に関しては、2023年12月に水原がnoteで駒崎を名指しし、「うさんくせーやつ」「お前はクソだ性根が歪んでる」などとした侮辱的な表現である。水原は起訴内容をいずれも否認している。
2025年4月18日、Colaboとその弁護団は記者会見を開き、水原が在宅起訴を自身のYouTube動画などで「ネタ」として取り上げ、寄付を募っていると指摘。その上で「罰金刑や執行猶予付き判決では誹謗中傷攻撃は今後も止まらないことが予想される」として、厳罰を求める声明を発表した。

### 男子大学生に関する事件（刑事事件に加え民事訴訟も含む）

#### 発端
2023年3月、水原はX（旧Twitter）上で国際政治学者・筑波大教授の東野篤子を侮辱的な言葉で非難し、また東野の主張に対する反論として自らの国防論を綴った記事を投稿した。この記事に対して、閲覧者から水原の誤った知識や認識等への指摘が続く中、イギリスに留学し戦争学を専攻する日本人大学生が、水原の記事や能力について酷評する投稿を2回ほど行った。これをきっかけに、大学生のもとに水原及びそのフォロワーとみられる者からの侮辱的な内容を含む激しい非難が殺到、長期にわたり継続し、さらに何者かによる実生活上の嫌がらせが相次ぐようになった。
このような中、水原は大学生が自身について酷評した投稿が名誉毀損であるとして、大学生に165万円の支払いを求めて提訴した。2024年2月28日、横浜地方裁判所は、水原が公開されたSNS上で侮辱的表現を含む投稿を行った以上、厳しい批判を受けることは当然予想されるとし、学生の投稿が2回に過ぎず同じ媒体を用いたもので、水原が遥かに多い回数の侮辱発言を繰り返していることを考慮すると、社会通念上許されない侮辱にあたるとまではいえず、不法行為を構成しないとして、水原の訴えを棄却した。2024年8月29日、東京高裁は水原の控訴を棄却し、第1審の原判決を支持した。

#### 刑事事件化
2025年4月21日、神奈川県警は上記学生に対する侮辱罪の容疑で水原を書類送検した。その容疑は、2023年3月26日に水原が「note」において大学生を名指しして「優しく声かけただけでストーカーみたいな執着を見せる気持ち悪い男性」「性根の腐ったクズ」などと投稿したことであり、大学生による刑事告訴は同年9月に県警に受理されていた。大学生によると、水原による誹謗中傷は、大学生が水原の日本の防衛政策に関する主張を批判した翌日から始まり、その内容は「友達がいない」「学歴詐称」「低身長」などの決めつけやデマであり、それが事実のように拡散され、自身に侮辱的なあだ名をつけられて友人への嫌がらせも行われたという。また、水原が大学生が水原のアカウントに送ったメッセージやメールアドレスをネット上に公開したことで、何者かにそのアドレスや大学生の名前を使用してなりすまされ、引っ越し業者などへの虚偽の注文や、政治家や芸能人らへの殺害予告、施設への爆破予告などが相次いだ。これらの「ネットリンチ」ともいえるような執拗で悪質な誹謗中傷や個人攻撃により大学生はパニック状態に陥り2度の自殺未遂をしたといい、ネットでの集団による誹謗中傷に対して、被害者支援の立法措置の必要性を訴えた。7月31日、横浜地検は侮辱罪で水原を在宅起訴した。

## 認定NPO法人キッズドアとの対立
認定NPO法人キッズドアは児童のいる貧困家庭への無料学習支援を主とした団体で、給食のない夏休みに一家が食事に困らないよう、食糧を無償で送付する活動も行っている。2024年7月17日、キッズドア代表の渡辺由美子は、貧困家庭2921世帯に送付するための食糧セットの写真をX（旧Twitter）上に掲載した。写真には、米5kg、レトルトライス、レトルトカレー、乾麺、シリアル食品などが写されていた。そのうち酢飲料やコーヒーなどの一部の寄贈品を除くと、1世帯の食糧につき8千円かかっていると渡辺は述べた。
水原はこの写真を引用し「3000円がいいとこじゃないこれ？」と独自の計算を示し、「とっとと事業畳めよ無能」「企業の売れ残り寄付品の実質脱税」と批判した。また、米「青森まっしぐら」のパッケージが2022年のものと一致していることから「八千円の食料品と言って2年前の古米を定価換算して送りつけてるのですか？これこそ在庫を免税スキームで寄付品処理して公金チューチューしてる何よりの証拠ですね？貧困家庭は2年前の古米食ってろってことですか？」と批判したが、実際にはパッケージが2年前から変わっていないだけで2024年3月に精米された分だと発覚、次には「（3月に精米した米は）店舗なら5月末頃で廃棄処分」と、精米から2ヶ月以上経った米は廃棄されるべき品であり食糧支援に使うべきではないと主張した。こういった主張に賛同した水原支持者らにより、「もっと安くできるはずだ」「中抜きだ」と多数の批判が寄せられキッズドアは炎上した。
こうした水原と支持者らの言動について批評家の藤崎剛人は、水原がキッズドアをターゲットにしたのは「誹謗中傷ビジネス」であると主張し、「面白半分で他者を誹謗中傷し、訴えられるとカンパを集め、あるいは訴状などの関連文書をnoteなどの収益化されたブログサービスに公開したり、法廷での様子を含む裁判の経過を面白おかしくネットニュースにしてYouTubeなどの動画サービスで配信したりするなどして金を集めるビジネスモデル」「困窮家庭の子どもたちが、活動への妨害によって十分に支援されない状況が生じてしまう」と水原を批判した。また、写真の食品の価格を一つずつ調べれば3千円相当とする水原の主張は誤りであるとの指摘、キッズドアへの擁護も相次いだ。
渡辺は炎上に対し、「下手すぎてすいません　本当に中抜きはしていないんです　ぜひ、力を貸してください　日本全国2900世帯　北海道から沖縄まで食品を送るのに倉庫代、パッキンや送料などとてもかかってしまって　私たちではこれが限界です　ぜひ、もっと良い食品を送れるように力を貸してください」「すいません私たちが精一杯頑張ってこれです　もし、もっと上手に食品を調達したり配送したりできるのでしたらぜひ一緒にやりましょう力を貸してください」と謝罪した。
キッズドアによる夏休み食糧支援クラウドファンディングは7月31日までに3千万円を目指し、炎上が始まった7月21日には2千百万円ほど集まっていた。水原による炎上後、「批判への反論」として寄付額は急増し、最終日までには目標額を大きく上回る37,315,000円が集まった。渡辺は寄付の急増について「寄付者が書き込める『応援コメント』欄で、これまでなかった内容の書き込みが相次いだ。良い面でも悪い面でもネットで話題になったことで、キッズドアのことを知らなかった人からの寄付を頂いたのだと思う。非常にありがたく、感謝したい」と述べた。その応援コメントの多くは、安倍晋三を名乗る、「こんな人たちに負けるわけにはいかない」「意味のある活動だよ」「君と僕は同じ未来を見ている」などの安倍が演説や答弁で発した言葉だった。社会学者の平井智尚は、安倍の発言が大量に投稿されたのは「ネットの一部では、元首相の言動がミーム化している」からだと述べ、「ネガティブな方向に進みがちな話題が、ネタを含んだ形で善意の方向に進んだ。非常に珍しいケースではないか」と話した。他に、岸田文雄や小泉進次郎を名乗り、彼らのネットミームとなっている発言が投稿された。渡辺は「中傷の内容ではないので、コメント欄を閉じることはしていない。こういう寄付の形があるのだと認識したので、今後どうするかはまた改めて考えたい」とコメントを好意的に受け止めている。
水原は、「募金が本当に集まったと思ってる奴は頭が緩い」「募金が集まった  ってファンタジー信じられる人はオレオレ詐欺とかに気をつけてね」と、キッズドアへの支援金はなんらかの組織の工作であると主張した。

## NHK取材メモ漏洩騒動
2023年11月、NHKが制作していたネット上の誹謗中傷をテーマとする番組の取材メモや企画書が、NHK子会社の派遣スタッフによって不正に持ち出され、水原に提供されてインターネット上で公開・拡散された事件が発生した。流出した文書には、Colaboやその代表・仁藤夢乃への誹謗中傷に関わった元当事者へのインタビューの文字起こしや、Colaboへの誹謗中傷問題を扱う番組企画書などが含まれていた。NHKは事実を認めて謝罪し、関係した派遣スタッフは懲戒解雇された。

### 経緯
NHKは情報番組『首都圏ネットワーク』でネットでの誹謗中傷をテーマとした特集を制作する過程で、2023年6月頃までに水原の支持者としてColaboおよび代表の仁藤に誹謗中傷を行っていた（後にColaboに謝罪し和解した）人物にインタビュー取材を行っていた。
2023年11月28日、水原は「タレコミ」があったとして、放送前の番組企画書とインタビュー全文などの文書をインターネット上に公開・拡散した。
12月1日、NHKは記者会見を開き、取材メモなどの情報が流出した事実を認めて謝罪した。調査の結果、NHK子会社が契約する30代の派遣スタッフが、専用端末から文書を不正に持ち出し、水原に渡していたことが判明した。スタッフは「興味本位でやった。大変なことをしてしまい申し訳ない」と述べている。その後、NHKは再発防止策として外部スタッフの端末アクセス権限の見直しを行い、派遣スタッフは2024年1月9日付で懲戒解雇されたと発表した。この騒動についてColabo側は、「単なる流出や文書管理の問題ではなく、Colaboや女性支援への攻撃の一環として起きた深刻な事態であり、番組が放送中止となり加害者の成功体験になってしまった。なぜ起きたのか、その影響も含めて引き続き報じてほしい」とコメントしている。

## 2024年東京都知事選への立候補

### 立候補の表明
2024年6月20日、水原はXにて「ひまそらあかね」の候補者名で2024年東京都知事選挙に立候補したことを発表した。政見放送の出演及び報道機関等への顔写真の公表は本人の意向で拒否しており、顔を公表しない理由については「僕をよく思ってない勢力から依頼された人に殺されるから」としている。

### 立候補の動機
2023年の冬、水原はYoutube動画を共に制作している、自らの唯一の仲間と明言している「なる」に都知事選に立候補する考えがあることを示していた。そして「背景がよくわからないような人物が出てきて当選しそうな気配がある時は僕が出て阻止する必要がある」との考えから、2024年5月に元安芸高田市長の石丸伸二が都知事選出馬を匂わせたことを受けて石丸のことを調べ始めた。水原が石丸のことを調べる過程で「一番引っかかった」のは、石丸が自身を漫画好きであると公言している事であり、調べるうちに石丸が「ホンモノの漫画好きではないと確信した」という。水原が最終的に立候補を決意したのは、同年6月15日にYouTubeで行われた「ReHacQ」チャンネルでの石丸との対談の結果であり、この対談で「石丸氏を絶対に勝たせてはいけない」との考えを強くし正式に出馬を決意したという。水原によると対談の目的は、石丸の「漫画に関する知ったかぶりを明らかにすることで、（石丸が）嘘をついて有権者を騙す政治家だと視聴者に伝えること」であり、石丸が『鬼滅の刃』に登場する悪役の鬼舞辻󠄀無惨や上弦の鬼達の名前をあやふやにしか答えられなかった事で、その目的は成功したという。なお、石丸は2024年1月7日に開催された「あきたかた二十歳のつどい」において、鬼滅の刃をふんだんに引用したスピーチを披露していた。

### 都政に関する主張
- 公金の使い方を検証する[11]。
- クーポンの推進などデジタル政策で東京を活性化させる[11]。
- 個人献金、企業献金、政治資金パーティーを含む政治献金を受け取らない[11]。
- 公文書開示請求における情報公開の徹底[239]。
- 都庁プロジェクションマッピングに反対[239]。
- NPO法人・一般社団法人への事業委託見直し[239]。
- 警察への予算増額によるトー横、歌舞伎町の治安強化[239]。
- 高齢者を狙った詐欺の対策・啓蒙[240]。
- 育児用品にも使用可能なクーポン活用による子育て世帯支援[239]。
- 作品を守る[241]。
- LGBT法に反対[239]。
- 外国人参政権に反対[239]。

### 著名人による選挙運動
出馬表明後、漫画家やイラストレーターなどの著名人から、X（旧Twitter）上での水原支持を表明、投票宣言をする選挙運動が行われた。以下、50音順。
- イラストレーターのあきまん「ひまそらあかね氏とは10年ほど前にゲームのお仕事でご一緒しましたが、プロジェクトが始まればリーダーとして最後まで辛抱強くよく働き仲間を守るタイプに見えました」[242]。
- イラストレーターの石恵「ひまそらあかねさんの戦う姿にいつも励まされています　なのでお返しになれるかわかりませんが…心から応援しております　頑張れ‼︎」[243]。
- 岩下食品社長の岩下和了「こんな命がけでピュアな人、見たことない。酷いなぁって思うくらい、美しい。頑張ってほしい！」[244]「ひまそらあかねがたった一人で戦っているのは、恐ろしい日本の「闇」です。勇気の塊だ」[245]「ポスト同和利権って…怖いけど、ひまそらあかねさんとの出会いは運命だ。付き合います！負けない。応援してください」[246]。
- アニメーターの入江泰浩「ひまそらあかね、真っ当で具体的な公約もあり、良いのではないでしょうか」[247]「今回の選挙に限らず一連の行動の動機が、作品に救われたことであり、そのことに偽りはないと感じるから、応援しています」[248]。
- イラストレーターのかんざきひろ「都知事選はひまそら氏応援」[249]。
- 漫画家の木多康昭「左翼利権を潰せる可能性があるのは“ひまそらさん”だけ」[250]「ひまそらあかねは日本の歴史上ではじめて　左翼利権に突っ込んで無傷で帰ってきた漢」[251]「ひまそらさんの追求がはじまり、左翼利権が表にでるようになると有名左派アカウントによる文化を燃やす行為は極端に減った。ひまそらさんが救ってくれている文化には俺の関わる漫画も含まれている　ひまそらさんの行動に大変感謝している」[252]。
- 漫画家の迫稔雄「漫画をこよなく愛する男ひまそらあかねが都知事選立候補か…今回の都知事選は注目やで〜」[253]「ひまそらあかね支持」[254]。
- 漫画家のNON「都知事選、ひまそらあかね氏とな。ここでそう出るのか…たしかに公金チューチュー、黒塗り、偏向報道、文化の潰し屋たちに対してこれ以上ないくらいの一手だな。ほえーーすごい戦略。怖いくらい。面白い」[255]「私が陰謀論に乗せられてるバカなら全然それで良いな。血税を吸い文化を燃やす人なんか居ないってことなら。そんな国がいいよ」[256]「colabo問題から、なんなら暇空否定派の意見も見続けてきたから、この人は間違ってないと自分で判断出来る」[257]。

### 選挙結果
| 当落 | 選挙                 | 執行日       | 政党   | 得票数    | 得票率 | 得票順位 /候補者数 | 出典    |
| ---- | -------------------- | ------------ | ------ | --------- | ------ | ------------------ | ------- |
| 落   | 2024年東京都知事選挙 | 2024年7月7日 | 無所属 | 110,196票 | 1.6%   | 7/56               | [ 258 ] |

## 著名人の反応
ジャーナリストの小川たまかは、2023年1月4日に監査結果が一般公開されて以降、百田や西村博之など水原への支持を表明する著名人が現れ始めたとして、Colaboへの批判・中傷が過熱する状況への懸念を示している。
作家・文筆人の但馬オサムは水原の活動への支持を表明し、水原とその支持者をミソジニー（女性嫌悪）、アンチ・フェミニストと呼ぶのは明らかな論理のすり替えであると語っている。
評論家の白川司は、水原を「萌え系が新しい保守のあり方として成立する過程で誕生したニュータイプのヒーロー」と評した。塩野谷恭輔は、水原の主張は「右派」的であると述べている。
随筆家の銀色夏生は、百田との対談において水原が発した「（これは戦いなのだから）語るに落ちるみたいな読み取り方をするのではなく、何を目的にしてどういうことをやろうとしているのかを読み取るべき」という趣旨の発言を引用し、「揶揄するのではなく相手を知ること」という姿勢に同意しつつ「印象深い」と述べている。
文芸評論家の藤田直哉は、水原が「ラスボス」という表現を使うなど不正を探すオンラインゲームを集団でプレイしているかのような「ゲーム的な運動方法」だと分析した上で、米国でQアノンなどの前身になったとされるゲーマーゲート集団嫌がらせ事件と似ており、心配だと述べた。
弁護士の杉山大介は水原に対して「正当性を辛うじて認められたのは「監査請求をした」という点のみで、後は本来、ネットの与太話のひとつにすぎない」という見解を述べ、それを社会問題として捉える環境が揃ってしまったことで名誉毀損訴訟が深刻な機能不全を起こしていると指摘している。
岩下食品の代表取締役社長である岩下和了は、「不正を嫌っており、仕事をちゃんとやっている」として都知事選において水原に応援のコメントを発表した。

## 作品

### 著書
- 『ネトゲ戦記』KADOKAWA、2024年2月21日。ISBN 978-4-0468-3394-5。
#グラニ社とのトラブル・訴訟をまとめたもの。

### コンピュータゲーム
- マリオ&ソニック AT バンクーバーオリンピック（2009年、ニンテンドーDS、ゲームデザイナー）[265]
- ソニック カラーズ（2010年、Wii、プランナー）[265]
- 大戦乱!! 三国志バトル（2012年、ディレクター）
- 神獄のヴァルハラゲート（2013年、ディレクター）
- 神話帝国ソウルサークル（2014年、ディレクター）